# 인생이란 이름의 열차
《인생이란 이름의 열차》는 대한민국의 록 밴드 송골매가 1987년 5월 15일에 발매한 일곱 번째 정규 음반이다. 이 음반은 1980년대 중반 한국 대중음악계에서 록 음악의 정체성과 지속 가능성을 고민하던 시기에 발표되었으며, 송골매 특유의 록 사운드에 서정성과 실험성이 더해진 것이 특징이다. 특히 이 음반은 전통적인 팝 록 중심의 스타일에서 벗어나 보다 차분하고 내면적인 분위기를 담고 있어, 밴드의 음악적 진화를 보여주는 전환점으로 평가된다.

## 배경
이 음반은 해당 라인업으로 발표한 첫 정규 음반으로, 사운드 측면에서도 변화를 시도했다. 기존의 경쾌하고 팝적인 록에서 벗어나, 보다 내면적이고 서정적인 분위기의 곡들이 주를 이루며, 전체적으로 차분하고 성숙한 톤이 강조된다.
〈인생이란 이름의 열차〉는 이 음반의 대표곡으로, 인생이라는 긴 여정을 열차에 비유한 철학적 메시지와 함께 강렬한 록 사운드를 담고 있다. 배철수의 보컬과 기타 리프가 조화를 이루며 송골매 특유의 분위기를 완성하였다
〈새가 되어 날으리〉는 자유에 대한 갈망을 상징적으로 표현한 서정적인 곡으로, 팬들 사이에서 숨은 명곡으로 손꼽힌다.
〈No More Can I Wait〉와 〈On A Runway〉는 영어 가사로 구성된 실험적인 트랙으로, 한국 대중음악계에서 보기 드문 시도였다. 이는 후기 송골매가 장르와 언어 측면에서 새로운 가능성을 탐색했다는 증거로 해석된다.

## 평가
| 전문가 평가 | 전문가 평가 |
| 평가 점수   | 평가 점수   |
| 출처        | 점수        |
| ----------- | ----------- |
| 매니아DB    | 긍정적      |

음반은 상업적으로는 큰 성공을 거두지는 못했지만, 음악성 면에서는 비교적 높은 평가를 받았다. 당시 록 팬들과 평론가들 사이에서는 후기 송골매가 보여준 성숙한 음악적 접근에 긍정적 반응이 많았으며, 이후 복고 음악 방송과 공연 등을 통해 재조명되었다.

## 곡 목록
| #  | 제목                     | 작사·작곡      | 재생 시간 |
| -- | ------------------------ | -------------- | --------- |
| 1. | 〈인생이란 이름의 열차〉 | 김인자, 라원주 | 3:51      |
| 2. | 〈낙엽의 소리〉          | 이응수, 라원주 | 3:46      |
| 3. | 〈너의 이름은〉          | 이응수, 김정선 | 3:17      |
| 4. | 〈사랑, 그 다음엔〉      | 배철수         | 3:50      |
| 5. | 〈처용가 (처용의 슬픔)〉 | 이응수, 김정선 | 4:31      |

| #  | 제목                   | 작사·작곡         | 재생 시간 |
| -- | ---------------------- | ----------------- | --------- |
| 1. | 〈새가 되어 날으리〉   | 정인복, 김장수    | 3:30      |
| 2. | 〈전화〉               | 이응수            | 2:15      |
| 3. | 〈그대 작은 창문에〉   | 이응수, 라원주    | 4:32      |
| 4. | 〈No More Can I Wait〉 | 커크 게일, 이응수 | 4:05      |
| 5. | 〈On A Runway〉        | 이응수, 라원주    | 2:46      |